# Economía de Entre Ríos

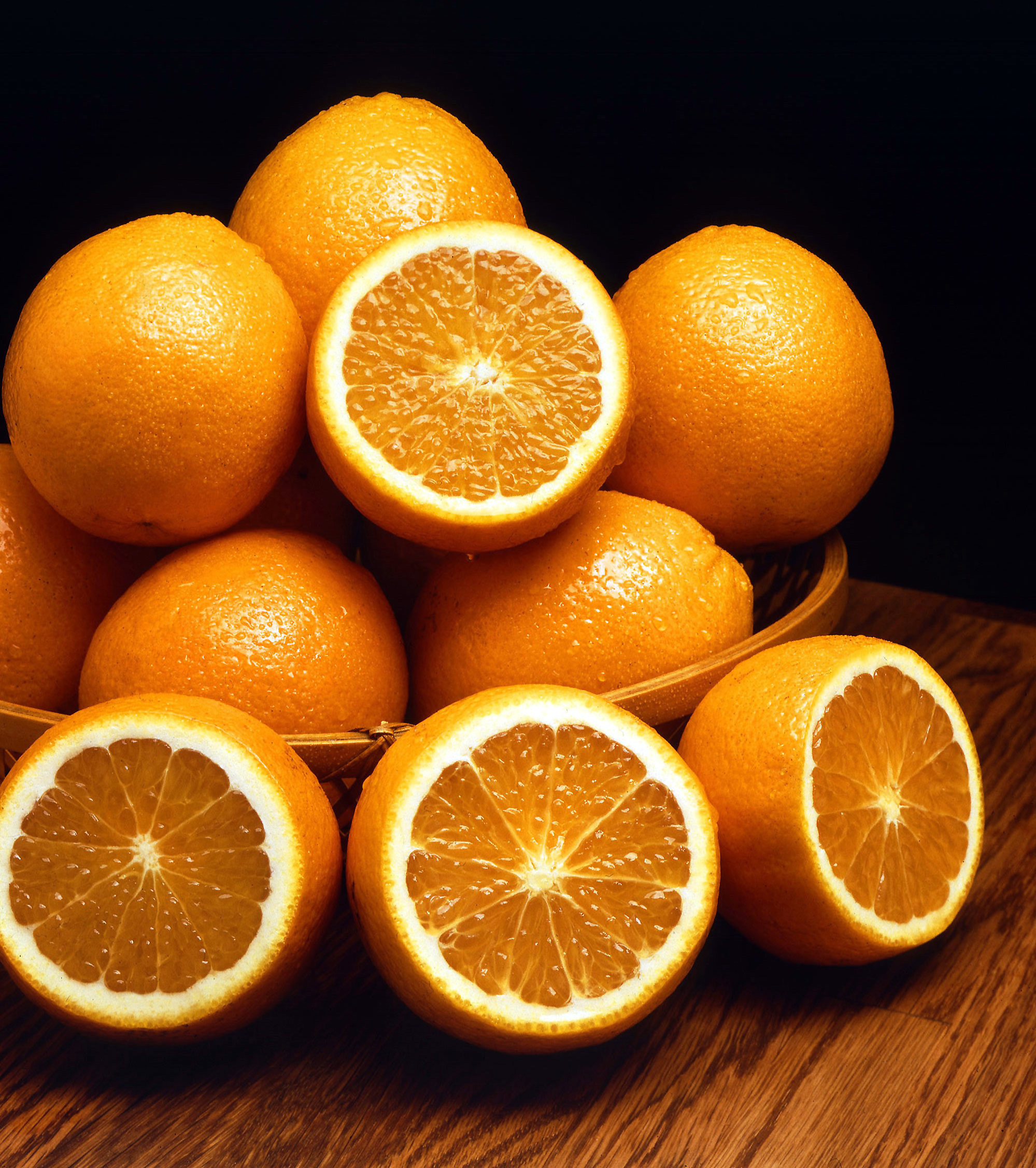
La producción de frutas cítricas es uno de los principales sustentos de la economía entrerriana.

La economía de la provincia de Entre Ríos, en Argentina, se sustenta principalmente en la agricultura y la ganadería, y en menor medida en la minería y la industria.

## Agricultura
La agricultura es una de las principales actividades económicas de la provincia de Entre Ríos. Alrededor de la misma tuvieron lugar los movimientos poblacionales de comienzo del siglo XX y la formación de los principales centros urbanos entrerrianos. 
Los principales cultivos de la provincia son: arroz, girasol, lino, soja, sorgo y trigo. El cultivo del maíz, el arroz y el lino desarrollaron a su vez agroindustrias relacionadas.

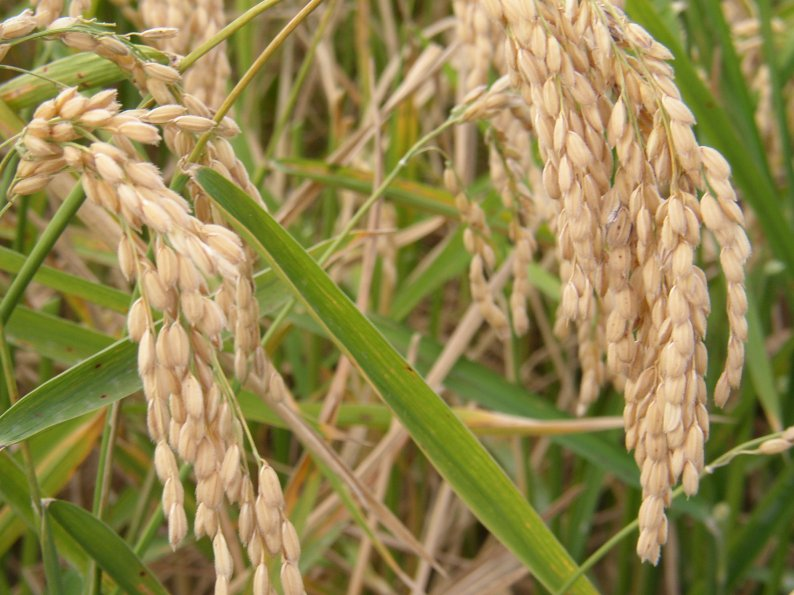
En la provincia se industrializa casi el 80% del arroz argentino.

A modo de referencia, el rendimiento por hectárea en las superficies cultivables de la provincia oscila alrededor de los siguientes valores, dados en quintales:
| Tipo de cultivo | Rendimiento por hectárea |
| Arroz           | 52,80                    |
| Soja            | 23,30                    |
| Maíz            | 52,70                    |
| Sorgo           | 37,60                    |
| Girasol         | 20,40                    |
| Lino            | 8,30                     |
| Trigo           | 16,80                    |

### Arroz
La provincia de Entre Ríos es la segunda provincia en cuanto a la producción de arroz de la Argentina, superada por Corrientes en el año 2002. La mayoría de las arroceras se localizan en el centro y este de la provincia (concentrada mayormente en los departamentos de San Salvador y Villaguay). Gran parte de esta producción, que alcanza hasta las 400.000 toneladas por año, se exporta en gran medida a países del Mercosur: Brasil y Venezuela, pero también a otros asociados como Bolivia, Chile, Paraguay y a países del Medio Oriente, entre otros mercados. El resto se vende en el mercado interno argentino. La industria del empaquetado, la transformación y comercialización del arroz ha registrado importantes desarrollos, fundamentalmente en las ciudades de San Salvador y en menor medida en Concepción del Uruguay, Chajarí, Villa Elisa y Villaguay.

## Ganadería
La provincia de Entre Ríos cuenta con aproximadamente 4 millones de cabezas de ganado vacuno, (representando el 8,2% del total nacional) distribuidas por el norte y sur de la provincia. Entre los principales destinos de la producción ganadera de Entre Ríos se encuentran Unión Europea, los Estados Unidos y el sur de Brasil.
La provincia se ha caracterizado por su carácter tradicionalmente ganadero, conjugándose en ella los distintos procesos productivos (cría, recría e invernada), ya sea de animales nacidos en la provincia como adquiridos en otros lugares de Argentina, cubriendo la mayor parte de la superficie provincial. La superficie ocupada por actividades ganaderas, específicamente del sector bovino, es de 5.908.787 has. , según información de Senasa. 
Si se considera la cantidad de predios en los que existen bovinos –FUCOFA- en el año 2001 existían 32.161, de los cuales 15.083 realizaban actividad de cría, 2.220 invernada, 13.575 explotaciones mixtas y 1.283 tambos. 
En lo que se refiere a las existencias ganaderas, los bovinos sumaban 4,4 millones de cabezas en 1994, mientras que en 2012 las mismas fueron de 4.114.00 cabezas.
En lo relativo a las razas, se crían principalmente razas europeas (como Hereford, Aberdeen Angus y Shorthon), productoras de carne, aunque también la obtención de leche es significativa.
Además se ha registrado en la provincia un incremento notable en la actividad relacionada con el sector ovino, que en la actualidad ocupa más de 6 millones de hectáreas y un stock de 370 animales. 
La producción de cerdos, si bien se realiza en toda la Provincia, se practica en forma mayormente rudimentaria y para consumo familiar, siendo muy pocos los establecimientos con fines comerciales. Ellos provoca falta en la estandarización de productos y que el grueso de la producción no reúna las características requeridas en su comercialización en mercados formales. No existe información actual confiable respecto al número de cabezas porcinas.

## Avicultura
La provincia es la más importante productora avícola del país. En 2012 se faenaron 329 millones de animales, lo que representa aproximadamente el 44% del total nacional. Esta industria es responsable del 7,9% de las exportaciones provinciales totales y registró un aumento entre 2003 y 2012 del 32%. El principal mercado destino de este producto es el miembro más nuevo del Mercosur: Venezuela.

## Lácteos
La industria láctea provincial sufrió un gran aumento en los últimos años. Inicialmente producía sólo lo necesario para el consumo interno, pero en la actualidad distribuye productos lácteos a lo largo del país y en el sur de Brasil, siendo responsable del 3,2 % de las exportaciones provinciales.

## Citricultura
Por las características de sus suelos arcillosos y clima templado, Entre Ríos es la provincia con mayor producción y exportación de frutas cítricas. Posee una gran producción de naranjas, pomelos, mandarinas y limones, las cuales se comercializan a la Unión Europea y a los grandes centros urbanos de Argentina. Asimismo, la citricultura abastece también a numerosas industrias de pequeño y mediano tamaño, relacionadas con la producción de jugos y mermeladas. La producción citrícola se concentra sobre la margen del río Uruguay en los departamentos Concordia, Gualeguaychú y Federación, y en menor medida en Colón.

## Industria Forestal
Si bien cuenta actualmente con poco peso relativo en otras provincias argentinas, el sector forestal se encuentra en importante crecimiento en Entre Ríos. La provincia destina a bosques comerciales más de 118.145 hectáreas, en su mayor parte en los departamentos de la rivera del río Uruguay y en la zona del Delta del río Paraná. Más del 60 % de la superficie de plantaciones forestales corresponde a grandes industrias, mientras que la superficie implantada correspondiente a propietarios medianos y pequeños es de aproximadamente el 35 %.
Las principales especies comerciales implantadas son el eucaliptus, el pino y las salicáceas. comúnmente conocidas como eucaliptos, pinos, sauces y álamos respectivamente. Los dos primeros géneros se concentran mayormente en el norte y centro de la cuenca, mientras que las dos últimas se ubican en la zona del Delta entrerriano. Es muy escasa la participación de otras especies.
Esta industria se integra verticalmente con una importante industria infraestructura de aserradero y establecimientos elaboradores de maderas para diversos usos.

## Apicultura
La apicultura es en gran medida de reciente introducción y se localiza en diversas zonas de la provincia, como Concordia, Paraná, Rosario del Tala, Victoria y Gualeguaychú. Está enfocada en la producción de miel y sus derivados, aunque su calidad aún debe ser refinada para alcanzar estándares propios de productos exportables. La localidad de Maciá, en el Departamento Tala, es considerada la Capital Provincial de la Miel.

## Minería
La provincia de Entre Ríos cuenta con una industria de extracción minera cuya producción anual asciende a más de 3.500.000 de m³ de distintas sustancias minerales. Esta actividad es casi exclusivamente extractiva de minerales de tercera categoría, es decir, no metalíferos (amianto, arcilla, azufre, cuarzo y yeso), con muy escasa incorporación de valor agregado y poca generación de industrias asociadas.
La explotación de rocas de aplicación como arena, granito, mármol, lajas, etc., de utilización en la construcción, representan el 8.0% de la producción nacional argentina aproximadamente.

## Industria
El desarrollo industrial en Entre Ríos está generalmente ligado a la agroindustria, proveedora de gran cantidad de fuentes de empleos, aunque la cercanía con dos de las tres más grandes ciudades de Argentina (Buenos Aires y Rosario) han dificultado su diversificación. Es de esperarse que con al conclusión de la modalidad de autovía en la Ruta Nacional 14 sobre la rivera del río Uruguay, que conecta a Buenos Aires con la frontera entre Argentina y Brasil, los parques industriales entrerrianos ganen competitividad y atraigan crecientes inversiones.
Actualmente, las principales industrias son los frigoríficos, las relacionadas con la citricultura, el arroz, la soja y otros cereales (aceiteras), y la fabricación de muebles. Existe también una pequeña industria textil. Los parques industriales están presentes en varias ciudades entrerrianas, con un importante desarrollo en los últimos años; destacándose los de las ciudades de Gualeguaychú, Crespo, Concordia y Paraná. Otras ciudades o centros urbanos más pequeños concentran áreas industriales constituidas de manera informal, generalmente en los accesos a la ciudad, como es el caso de San Salvador o General Ramírez.